# Episodi di The Adventures of Ozzie and Harriet (quattordicesima stagione)
La quattordicesima stagione della serie televisiva The Adventures of Ozzie and Harriet è stata trasmessa in anteprima negli Stati Uniti d'America dalla ABC tra il 15 settembre 1965 e il 26 marzo 1966.
| nº | Titolo originale        | Titolo italiano | Prima TV USA      | Prima TV Italia |
| -- | ----------------------- | --------------- | ----------------- | --------------- |
| 1  | Tangled Web             |                 | 15 settembre 1965 |                 |
| 2  | A Rose a Day            |                 | 22 settembre 1965 |                 |
| 3  | Kris & the Queen        |                 | 29 settembre 1965 |                 |
| 4  | Helpful June            |                 | 6 ottobre 1965    |                 |
| 5  | The Prowler             |                 | 13 ottobre 1965   |                 |
| 6  | The Nelsons Revisited   |                 | 20 ottobre 1965   |                 |
| 7  | Secret Passage          |                 | 27 ottobre 1965   |                 |
| 8  | Wally, the Author       |                 | 3 novembre 1965   |                 |
| 9  | A Message from Kris     |                 | 10 novembre 1965  |                 |
| 10 | Flying Down to Lunch    |                 | 17 novembre 1965  |                 |
| 11 | The Equestrians         |                 | 24 novembre 1965  |                 |
| 12 | Dave, the Worrier       |                 | 1º dicembre 1965  |                 |
| 13 | The Ghost Town          |                 | 8 dicembre 1965   |                 |
| 14 | David Picks a Pie       |                 | 15 dicembre 1965  |                 |
| 15 | Kris, the Little Helper |                 | 5 gennaio 1966    |                 |
| 16 | The Sheik of Araby      |                 | 12 gennaio 1966   |                 |
| 17 | Wally's Traffic Ticket  |                 | 22 gennaio 1966   |                 |
| 18 | An Honor for Oz         |                 | 29 gennaio 1966   |                 |
| 19 | Hong Kong Suit          |                 | 5 febbraio 1966   |                 |
| 20 | Ozzie-a-Go-Go           |                 | 12 febbraio 1966  |                 |
| 21 | Trip Trap               |                 | 19 febbraio 1966  |                 |
| 22 | Waiting for Joe         |                 | 26 febbraio 1966  |                 |
| 23 | Rick's Assistant        |                 | 5 marzo 1966      |                 |
| 24 | Dave's Other Office     |                 | 12 marzo 1966     |                 |
| 25 | Ozzie, the Babysitter   |                 | 19 marzo 1966     |                 |
| 26 | The Game Room           |                 | 26 marzo 1966     |                 |